# Base Aérea de Los Llanos (Albacete)
Base Aérea de Los Llanos es un núcleo de población del municipio de Albacete (España) situado al sur de la capital.
Según el Instituto Nacional de Estadística, tiene una población de 60 habitantes (2016).